# Ri!codeh
Ri!Codeh – polska grupa muzyczna grająca dancehall, założona w 1999 roku w Łodzi. Większy rozgłos zespołowi przyniósł utwór Panny Do Wzięcia, który trafił na wydaną przez Polskie Radio Bis składankę Od Czapy Zestaw. Również ich piosenka Miłość, sex - koje kenu znalazła się również na płycie 12 ławek - znanego przedstawienia hip-hopowego.
Swój debiutancki album Panowie Sytuacji wydali w 2006 nakładem wytwórni Funkydub Production.

## Skład[1]
- Mariusz "C-Mon" Borczyk  - wokal, teksty
- Milena "MiLady" Piskorz  - wokal
- Paweł "Groove HQ" Chrzanowski - produkcja, teksty

## Dyskografia
- Ri!Codeh Panowie sytuacji (Funkydub Production, 2006)